# Бирн, Дональд
Доналд Бирн (англ. Donald Byrne; 12 июня 1930, Нью-Йорк, Нью-Йорк — 8 апреля 1976, Филадельфия, Пенсильвания) — американский шахматист, международный мастер (1962). Преподаватель колледжа, брат другого шахматиста Роберта Бирна.
Успешно выступал в открытых чемпионатах США: 1953 — 1-е; 1955 — 3-е. Участник матчей СССР — США (1954 и 1955); в матче 1954 показал лучший в команде США результат: выиграл на 4-й доске у Ю. Авербаха — 3 : 1. Участник Олимпиады 1962 в составе команды США; с результатом 9½ очков из 12 занял 2-е место (после Е. Геллера) на 1-й запасной доске. На международном турнире в Мар-дель-Плата (1962) — 4-6-е место.
В 1956 году сыграл с 13-летним Бобби Фишером знаменитую «Партию века».